# Västergötlands runinskrifter 29
Västergötlands runinskrifter 29 är ett nu försvunnet vikingatida runristat fragment av en gravhäll som funnits i Häggesleds kyrka, Häggesleds socken och Lidköpings kommun. Pehr Arvid Säve beskrev 1863 detta fragment men det har vid senare efterforskningar ej gått att återfinna. Ristningens innebörd har inte gått att tyda.

## Inskriften
Translitterering av runraden:
[...sia × uati...]
Normalisering till runsvenska:
... ...
Översättning till nusvenska:
...